# Pedro Camus
Pour les articles homonymes, voir Camus.
Pedro Camus Pérez, né le 13 juillet 1955 à Santander (Cantabrie, Espagne) est un footballeur espagnol qui jouait au poste de défenseur central. Il participe aux Jeux olympiques en 1976.

## Biographie
Pedro Camus commence sa carrière professionnelle au Racing de Santander, où il joue en défense centrale aux côtés de Juan Carlos Arteche.
Il joue ensuite au Real Saragosse et au CD Tenerife où il prend sa retraite sportive en 1985.
Il dispute un total de 181 matchs en première division espagnole, inscrivant quatre buts, et 97 matchs en deuxième division, marquant un but.
Pedro Camus fait partie de l'équipe d'Espagne qui participe aux Jeux olympiques de Montréal en 1976. Il joue trois matches lors du tournoi olympique, avec pour résultat un nul et deux défaites. Il n'a toutefois jamais joué en équipe A.

## Palmarès
Real Saragosse
- Championnat d'Espagne D2 (1) :
  - Champion : 1977-78